# Basketball-Weltmeisterschaft 1978
Die 8. Basketball-Weltmeisterschaft der Herren fand vom 1. bis 14. Oktober 1978 in Manila mit 14 Teilnehmerstaaten statt.

## Austragungsorte
| Stadt       | Austragungsort          | Kapazität |
| ----------- | ----------------------- | --------- |
| Manila      | Rizal Memorial Coliseum | 8.000     |
| Quezon City | Araneta Coliseum        | 30.000    |

## Vorrunde
In der Vorrunde spielten jeweils vier Mannschaften in drei Gruppen gegeneinander. Der Sieger eines Spiels erhielt zwei Punkte, der Verlierer einen Punkt. Stand ein Spiel am Ende der regulären Spielzeit unentschieden, so gab es Verlängerung.
Die Auslosung ergab folgende Gruppen:
| Gruppe A                                    | Gruppe B                                                  | Gruppe C                                                                       |
| ------------------------------------------- | --------------------------------------------------------- | ------------------------------------------------------------------------------ |
| - Kanada - Südkorea - Senegal - Jugoslawien | - Brasilien - Volksrepublik China - Italien - Puerto Rico | - Australien - Dominikanische Republik - Tschechoslowakei - Vereinigte Staaten |

### Gruppe A
| Spiel | Team 1      | Team 2      | 1. H. | 2. H. | Verl. | Ergebnis |
| ----- | ----------- | ----------- | ----- | ----- | ----- | -------- |
| A1    | Kanada      | Südkorea    | 52:42 | 53:27 | –     | 105:69   |
| A2    | Jugoslawien | Senegal     | 50:27 | 49:37 | –     | 99:64    |
| A3    | Südkorea    | Jugoslawien | 44:65 | 41:56 | –     | 85:121   |
| A4    | Kanada      | Senegal     | 36:17 | 24:25 | –     | 60:42    |
| A5    | Südkorea    | Senegal     | 36:33 | 38:41 | 12:10 | 86:84    |
| A6    | Jugoslawien | Kanada      | 55:47 | 50:48 | –     | 105:95   |

### Gruppe B
| Spiel | Team 1              | Team 2              | 1. H. | 2. H. | Verl. | Ergebnis |
| ----- | ------------------- | ------------------- | ----- | ----- | ----- | -------- |
| B1    | Brasilien           | Volksrepublik China | 65:35 | 89:62 | –     | 154:97   |
| B2    | Puerto Rico         | Italien             | 43:44 | 37:49 | –     | 80:93    |
| B3    | Volksrepublik China | Puerto Rico         | 44:62 | 60:45 | –     | 104:107  |
| B4    | Italien             | Brasilien           | 45:38 | 39:50 | –     | 84:88    |
| B5    | Puerto Rico         | Brasilien           | 43:53 | 45:47 | –     | 88:100   |
| B6    | Volksrepublik China | Italien             | 49:60 | 46:65 | –     | 95:125   |

### Gruppe C
| Spiel | Team 1                  | Team 2                  | 1. H. | 2. H. | Verl. | Ergebnis |
| ----- | ----------------------- | ----------------------- | ----- | ----- | ----- | -------- |
| C1    | Australien              | Vereinigte Staaten      | 37:38 | 38:39 | –     | 75:77    |
| C2    | Australien              | Tschechoslowakei        | 38:32 | 33:36 | –     | 71:68    |
| C3    | Dominikanische Republik | Vereinigte Staaten      | 24:49 | 41:55 | –     | 65:104   |
| C4    | Australien              | Dominikanische Republik | 37:26 | 37:46 | –     | 74:72    |
| C5    | Vereinigte Staaten      | Tschechoslowakei        | 46:46 | 50:33 | –     | 96:79    |
| C6    | Dominikanische Republik | Tschechoslowakei        | 44:44 | 37:38 | –     | 81:82    |

## Klassifikationsrunde
Nach der Vorrunde spielten die dritt- und viertplatzierten jeder Gruppe in der Klassifikationsrunde um die Plätze 9 bis 14.
Ergebnisse von Begegnungen, welche schon in der Vorrunde stattfanden wurden übernommen. Bei Punktgleichheit in der Abschlusstabelle bestimmte der direkte Vergleich der Mannschaften über die Platzierung.
| Spiel | Team 1                  | Team 2                  | 1. H. | 2. H. | Verl. | Ergebnis |
| ----- | ----------------------- | ----------------------- | ----- | ----- | ----- | -------- |
| 19    | Südkorea                | Volksrepublik China     | 46:58 | 44:44 | –     | 90:102   |
| 20    | Senegal                 | Dominikanische Republik | 40:41 | 36:39 | –     | 76:80    |
| 21    | Puerto Rico             | Tschechoslowakei        | 52:60 | 52:58 | –     | 104:118  |
| 22    | Südkorea                | Dominikanische Republik | 44:50 | 49:63 | –     | 93:113   |
| 23    | Volksrepublik China     | Tschechoslowakei        | 54:57 | 41:61 | –     | 95:118   |
| 24    | Südkorea                | Puerto Rico             | 48:61 | 39:58 | –     | 87:119   |
| 25    | Volksrepublik China     | Senegal                 | 42:39 | 37:50 | –     | 79:89    |
| 26    | Südkorea                | Tschechoslowakei        | 42:49 | 40:54 | –     | 82:103   |
| 27    | Dominikanische Republik | Puerto Rico             | 38:61 | 51:58 | –     | 89:119   |
| 28    | Tschechoslowakei        | Senegal                 | 59:46 | 53:36 | –     | 112:82   |
| 29    | Puerto Rico             | Senegal                 | 43:43 | 54:40 | –     | 97:83    |
| 30    | Dominikanische Republik | Volksrepublik China     | 62:57 | 50:58 | –     | 112:115  |

## Halbfinalrunde
Die erst- und zweitplatzierten der Vorrunde spielten in der Halbfinalrunde um die ersten acht Plätze. Gastgeberland Philippinen und der Titelverteidiger Sowjetunion waren direkt für die Halbfinalrunde qualifiziert.
Ergebnisse von Begegnungen, welche schon in der Vorrunde stattfanden wurden übernommen. Die ersten beiden der Abschlusstabelle spielten im Finale um die Goldmedaille, die dritt- und viertplatzierten Mannschaften spielten im Spiel um Platz 3 um die Bronzemedaille usw.
| Spiel | Team 1             | Team 2             | 1. H. | 2. H. | Verl. | Ergebnis |
| ----- | ------------------ | ------------------ | ----- | ----- | ----- | -------- |
| 31    | Brasilien          | Kanada             | 30:34 | 39:28 | –     | 69:62    |
| 32    | Vereinigte Staaten | Italien            | 39:47 | 41:34 | –     | 80:81    |
| 33    | Philippinen        | Jugoslawien        | 45:54 | 56:63 | –     | 101:117  |
| 34    | Sowjetunion        | Australien         | 56:35 | 56:32 | –     | 112:67   |
| 35    | Sowjetunion        | Philippinen        | 44:30 | 66:33 | –     | 110:63   |
| 36    | Italien            | Jugoslawien        | 36:53 | 40:55 | –     | 76:108   |
| 37    | Australien         | Brasilien          | 27:59 | 51:49 | –     | 78:108   |
| 38    | Sowjetunion        | Kanada             | 64:36 | 43:49 | –     | 107:85   |
| 40    | Australien         | Italien            | 35:44 | 34:43 | –     | 69:87    |
| 41    | Philippinen        | Brasilien          | 34:59 | 38:60 | –     | 72:119   |
| 42    | Kanada             | Vereinigte Staaten | 50:51 | 40:45 | –     | 90:96    |
| 39    | Jugoslawien        | Vereinigte Staaten | 48:41 | 52:52 | –     | 100:93   |
| 43    | Vereinigte Staaten | Brasilien          | 46:39 | 44:53 | –     | 90:92    |
| 44    | Jugoslawien        | Sowjetunion        | 49:47 | 56:45 | –     | 105:92   |
| 45    | Philippinen        | Italien            | 30:54 | 45:58 | –     | 75:112   |
| 46    | Australien         | Kanada             | 28:44 | 51:47 | –     | 79:91    |
| 47    | Australien         | Philippinen        | 48:21 | 49:31 | –     | 97:52    |
| 48    | Sowjetunion        | Italien            | 46:38 | 33:31 | –     | 79:69    |
| 49    | Jugoslawien        | Brasilien          | 44:46 | 47:41 | –     | 91:87    |
| 50    | Vereinigte Staaten | Sowjetunion        | 37:47 | 39:50 | –     | 76:97    |
| 51    | Kanada             | Philippinen        | 53:40 | 46:48 | –     | 99:88    |
| 52    | Vereinigte Staaten | Philippinen        | 50:36 | 50:34 | –     | 100:70   |
| 53    | Sowjetunion        | Brasilien          | 46:40 | 48:45 | –     | 94:85    |
| 54    | Italien            | Kanada             | 46:47 | 54:36 | –     | 100:83   |
| 55    | Australien         | Jugoslawien        | 41:56 | 60:49 | –     | 101:105  |

## Finalrunde

### Spiel um Platz 7
| Spiel | Team 1      | Team 2     | 1. H. | 2. H. | Verl. | Ergebnis |
| ----- | ----------- | ---------- | ----- | ----- | ----- | -------- |
| 56    | Philippinen | Australien | 36:38 | 38:54 | –     | 74:92    |

### Spiel um Platz 5
| Spiel | Team 1 | Team 2             | 1. H. | 2. H. | Verl. | Ergebnis |
| ----- | ------ | ------------------ | ----- | ----- | ----- | -------- |
| 57    | Kanada | Vereinigte Staaten | 50:47 | 44:49 | –     | 94:96    |

### Spiel um Platz 3
| Spiel | Team 1    | Team 2  | 1. H. | 2. H. | Verl. | Ergebnis |
| ----- | --------- | ------- | ----- | ----- | ----- | -------- |
| 58    | Brasilien | Italien | 50:45 | 36:40 | –     | 86:85    |

### Finale
| Spiel | Team 1      | Team 2      | 1. H. | 2. H. | Verl. | Ergebnis |
| ----- | ----------- | ----------- | ----- | ----- | ----- | -------- |
| 59    | Jugoslawien | Sowjetunion | 41:41 | 32:32 | 9:8   | 82:81    |

## Endstände
| Rang                 | Team                    |            |            |
| Finalrunde           | Finalrunde              | Finalrunde | Finalrunde |
| -------------------- | ----------------------- | ---------- | ---------- |
| 1                    | Jugoslawien             |            |            |
| 2                    | Sowjetunion             |            |            |
| 3                    | Brasilien               |            |            |
| 4                    | Italien                 |            |            |
| 5                    | Vereinigte Staaten      |            |            |
| 6                    | Kanada                  |            |            |
| 7                    | Australien              |            |            |
| 8                    | Philippinen             |            |            |
| Klassifikationsrunde |                         |            |            |
| 9                    | Tschechoslowakei        |            |            |
| 10                   | Puerto Rico             |            |            |
| 11                   | Volksrepublik China     |            |            |
| 12                   | Dominikanische Republik |            |            |
| 13                   | Südkorea                |            |            |
| 14                   | Senegal                 |            |            |